# Великие обсерватории
Великие обсерватории — программа НАСА по запуску четырёх космических телескопов, а также их общее название. Великие обсерватории примерно одинаковы по размеру и стоимости в начале программы, все внесли существенный вклад в астрономию. Каждая из обсерваторий исследовала (или исследует) свою область электромагнитного спектра. На данный момент, после завершения работы «Спитцера», действует два из четырёх телескопов.

## Космические телескопы программы

### «Хаббл»
«Хаббл» — космический телескоп для наблюдений в видимом диапазоне и в ближней ультрафиолетовой области спектра. Запущен в 1990 году. В 1997 году телескоп был усовершенствован и обрёл чувствительность к ближней части инфракрасного диапазона.
Изначально планировалось сведение телескопа с орбиты и возврат на Землю, однако было решено этого не делать. Техническое обслуживание телескопа продолжалось до 2009 года, когда в рамках миссии STS-125 был произведен некоторый ремонт телескопа, замена оборудования и установка Широкоугольной камеры 3.

### «Комптон»
«Комптон» — гамма-обсерватория. Запущена в 1991 году на борту шаттла «Атлантис» (миссия STS-37).
Обсерватория была сведена с орбиты 4 июня 2000 года: до этого, в декабре 1999 года, один из её гироскопов вышел из строя. Несмотря на то, что телескоп всё ещё сохранял работоспособность, в НАСА решили, что при выходе из строя ещё одного гироскопа станет невозможно безопасно вернуть телескоп на Землю. Поэтому телескоп был сведён с орбиты и затоплен в Тихом океане.

### «Чандра»
«Чандра» — рентгеновская обсерватория. Запущена в 1999 году на борту шаттла «Колумбия».

### «Спитцер»
«Спитцер» — инфракрасный телескоп. Выведен на орбиту 25 августа 2003 года, на время запуска был крупнейшим инфракрасным телескопом в мире. В 2009 году его запас хладагента  закончился, но телескоп сохранил частичную работоспособность. 30 января 2020 года миссия завершена, научное оборудование переведено в режим гибернации. Это единственная из четырёх Великих обсерваторий, которая не была запущена на орбиту на одном из шаттлов.

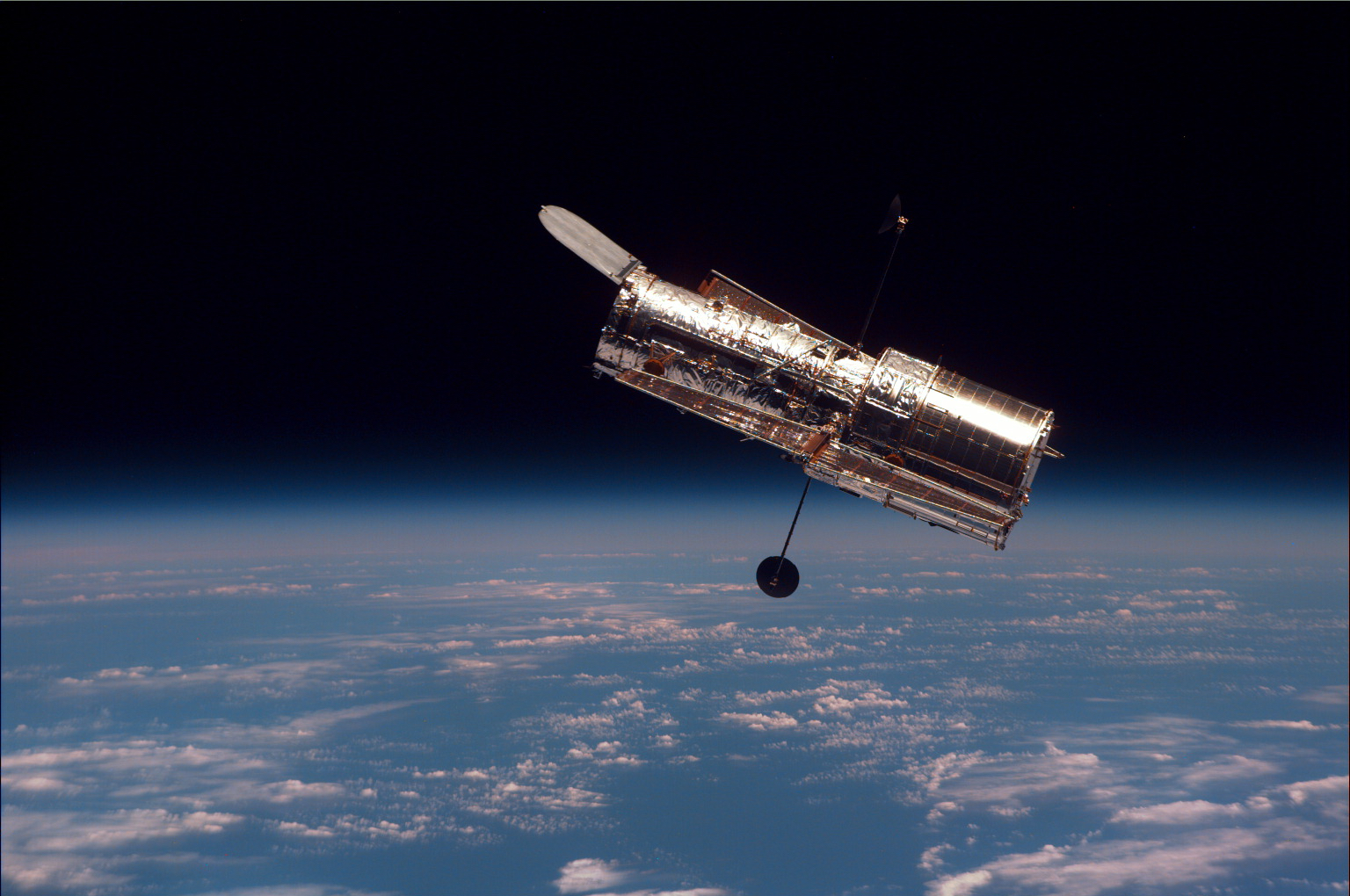
«Хаббл»
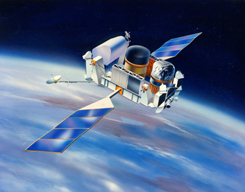
«Комптон»
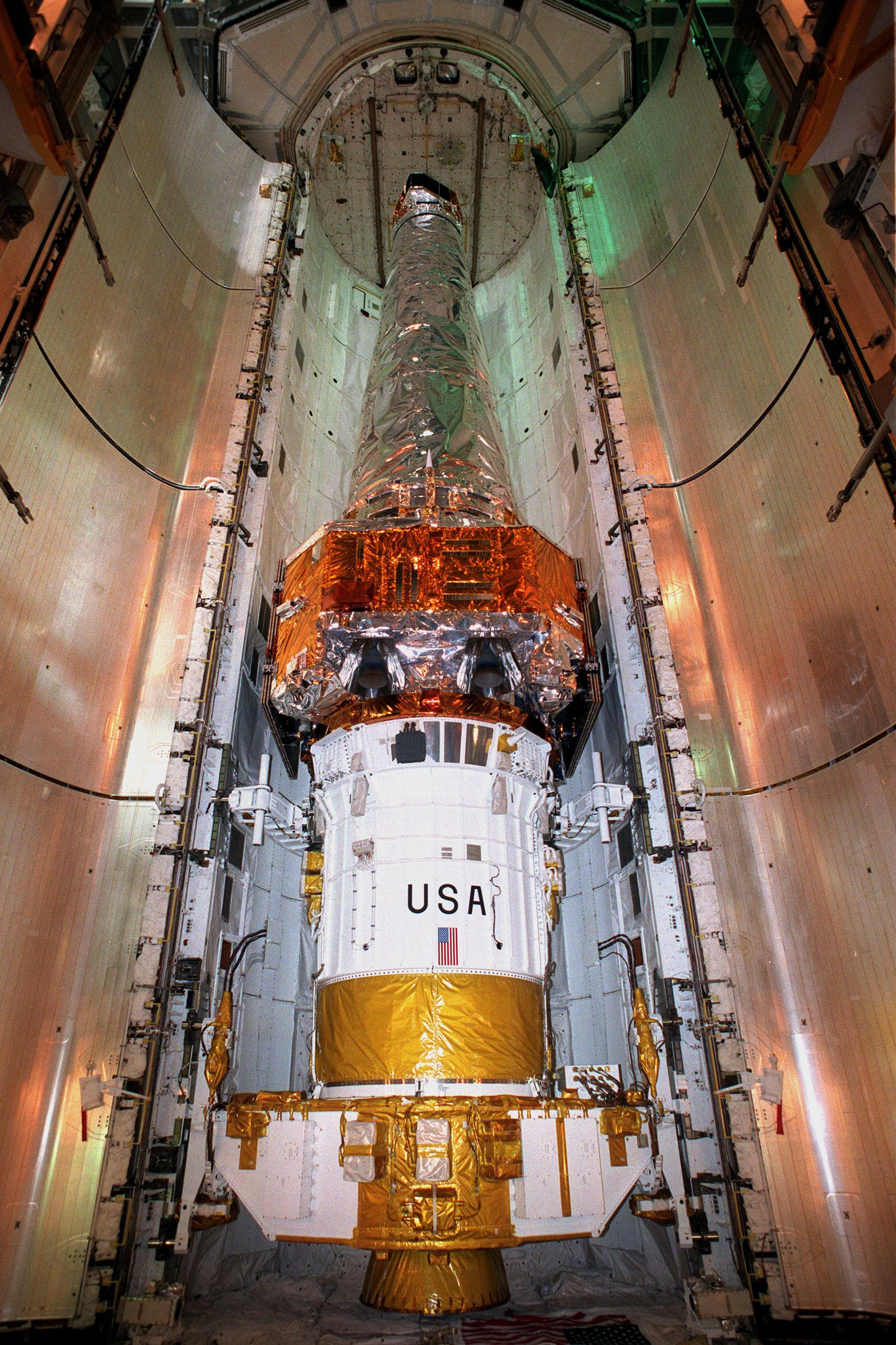
«Чандра»
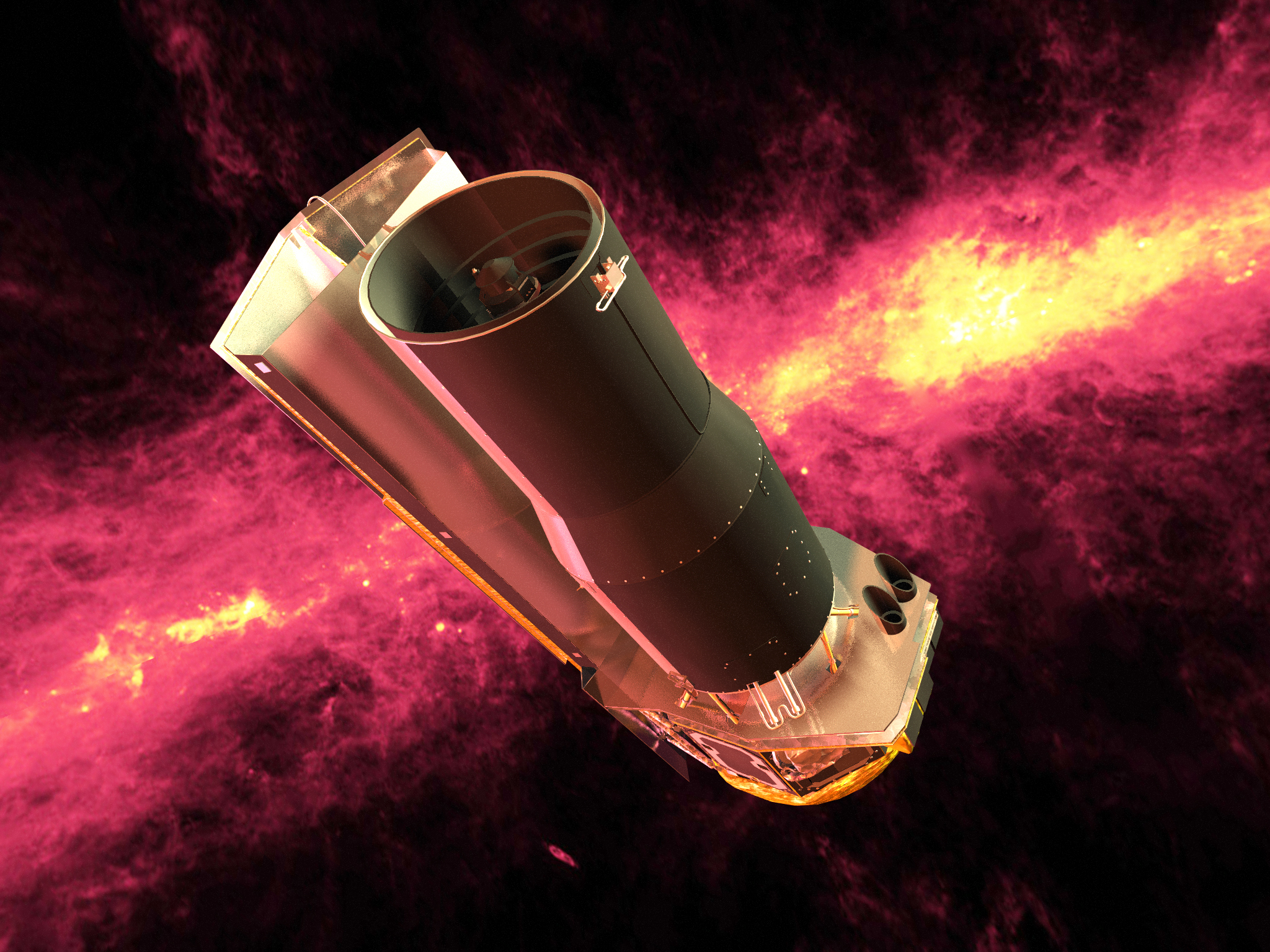
«Спитцер»

## Совместная работа

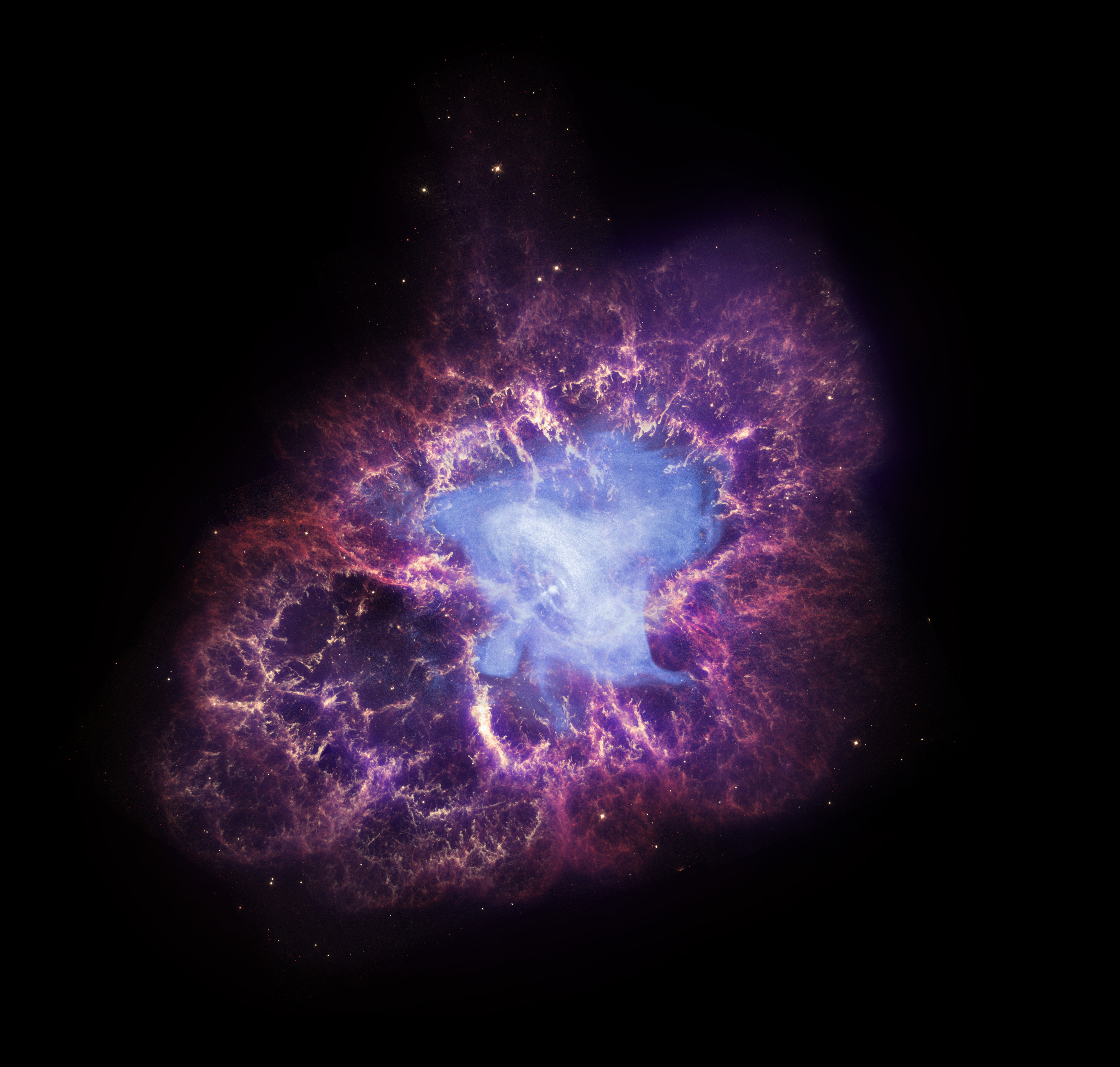
Изображение Крабовидной туманности, сделанное с помощью телескопов «Чандра», «Хаббл» и «Спитцер»

Кроме того, что Великие обсерватории находятся в космосе, что расширяет их наблюдательные возможности, их работа координируется, и это позволяет получать больше информации.
Одним из примеров совместной работы является наблюдение рентгеновских и гамма-источников. «Комптон» и «Чандра» имеют не очень высокое угловое разрешение, и для определения точных координат источника используется «Хаббл».
Кроме того, наиболее удалённая из известных галактик, GN-z11, была открыта в результате совместной работы «Хаббла» и «Спитцера».